# インターセプト (アメリカンフットボール)

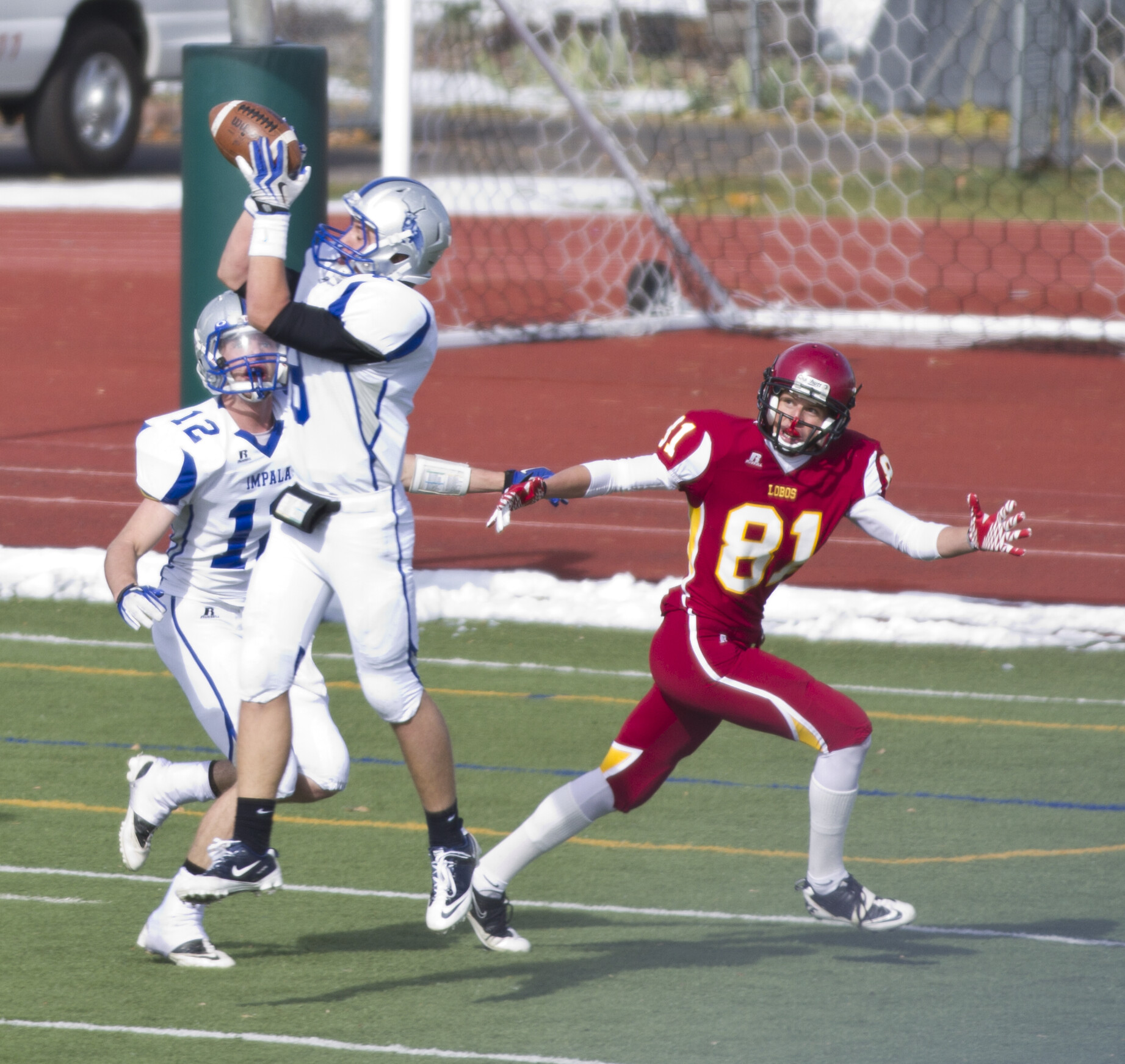
ディフェンス選手がインターセプトを決めた瞬間

インターセプト（英: interception）、パスインターセプトは、アメリカンフットボールやカナディアンフットボールで、オフェンス選手が投げたボールをディフェンス選手が相手の捕球前に奪う（インターセプトする）ことを言う。ボールを奪うと攻撃権もその場で入れ替わり、ディフェンス側は直ちに反撃を仕掛けることが出来る。試合の中で、ターンオーバー（攻守交替）を起こすことが出来るビッグプレーである。

## 概説
アメリカンフットボールやカナディアンフットボールでは、投げられたボールはフリーボールとして扱われる。つまり、投げられたボールをオフェンス選手が捕球すればそのままオフェンスが続行されるが、ディフェンス選手が捕球した場合その場でターンオーバーとなる。オフェンスは、主にクォーターバックからワイドレシーバーやランニングバック、タイトエンドに向かってパスを投げるが、この際にディフェンス選手が投げられたボールを奪えばインターセプトとなる。インターセプト後は直ちに攻撃権が入れ替わり、ボールを捕球したディフェンス選手はエンドゾーンに向かって攻撃を開始できる。アメリカンフットボールやカナディアンフットボールでは、攻撃権を持つことが試合の中での重要な要素であるため、相手の攻撃権を奪うことが出来るインターセプトは試合の流れを大きく変えることが出来る。
インターセプトを行いやすいポジションとして、ディフェンスの中で後方に位置し、パスプレーに絡むことが多いコーナーバックやセイフティ、ラインバッカーが挙げられる。まれにディフェンシブタックルなどもインターセプトを行うが、前方を守るポジションではファンブルを誘発させてボールを奪い、ターンオーバーを狙うことが多い。
インターセプトが決まると、ディフェンス選手は全員が直ちにブロッカーとなり、インターセプトした選手がリターンするのを助ける。同時に、オフェンス選手は全員がディフェンダーとなり、ボールを持った選手をタックルしようとする。インターセプトをした選手がそのまま倒されずにエンドゾーンに到達すれば、タッチダウンが記録される。タッチダウンを記録した場合、6点が追加されることから「ピックシックス（pick-six）」と呼ばれることがある。また、インターセプトが通常のプレーではなくエクストラポイントで発生した場合、エクストラポイントの2点が記録されるため、「ピックツー（pick-two）」と呼ばれることもある。